# Коупавогюр ХК
Коупавогюр ХК (на исландски: Handknattleiksfélag Kópavogs) е исландски футболен отбор от град Коупавогюр. На 26 януари 1970 е основан хандбален клуб Коупавогюр, а на 29 септември 1992 година на същата база е основан и футболен клуб, който след 15 години прави дебюта си във Висшата лига на Исландия през 2007. Играе домакинските си мачове на стадион „Коурин“ с капацитет 5501 зрители. 

## Успехи
- Исландска висша лига
  - 9-о (3): 2007, 2019, 2023
- Купа на Исландия:[3]
  - 1/2 финалист (1): 2004
- Исландска втора лига
  -  Второ място (2): 2006, 2018
- Исландска трета лига
  -  Шампион (3): 1997, 2002, 2013
- Исландска четвърта лига
  -  Шампион (2): 1992, 2001